# Município de Windsor (condado de Bertie, Carolina do Norte)
O município de Windsor (em inglês: Windsor Township) é um localização localizado no  condado de Bertie no estado estadounidense da Carolina do Norte. No ano 2010 tinha uma população de 7.971 habitantes.

## Geografia
O município de Windsor encontra-se localizado nas coordenadas 35° 59′ 35,57″ N, 76° 55′ 49,83″ O.